# Try (Just a Little Bit Harder)
"Try (Just a Little Bit Harder)" is een nummer van de Amerikaanse zangeres Janis Joplin. Het nummer werd uitgebracht op haar eerste solo-album I Got Dem Ol' Kozmic Blues Again Mama! uit 1969. Op 20 januari 1970 werd het nummer uitgebracht als de tweede single van het album.

## Achtergrond
"Try (Just a Little Bit Harder)" is geschreven door Chip Taylor en Jerry Ragovoy en is geproduceerd door Gabriel Mekler. Het nummer werd op 9 maart 1968 voor het eerst opgenomen door Lorraine Ellison, die het in april van dat jaar als single uitbracht. In 1969 verscheen deze versie op haar album "Stay with Me".
In 1969 nam Janis Joplin "Try (Just a Little Bit Harder)" op voor haar eerste solo-album nadat zij de band Big Brother and the Holding Company verliet. Joplin voerde vaak nummers uit die geschreven zijn door Jerry Ragovoy. Ter promotie speelde zij het nummer in The Dick Cavett Show in de uitzending van 18 juli 1969. Ook speelde zij het tijdens haar optreden op het festival Woodstock, deze versie was te zien in de documentaire Woodstock Diaries.
"Try (Just a Little Bit Harder)" werd zowel in de versie van Ellison als in de versie van Joplin geen grote hit. Enkel de versie van Joplin wist in de Verenigde Staten tot plaats 103 in de hitlijsten te komen. Wel verscheen het op diverse compilatie- en livealbums van Joplin. Ondanks het gebrek aan successen bleek het een zeer gewaardeerd nummer; zo stond het in Nederland in 2016 genoteerd in de Radio 2 Top 2000.

## NPO Radio 2 Top 2000
Try (Just a Little Bit Harder) stond alleen in 2016 in de NPO Radio 2 Top 2000, op plek 1922.